# 劉孝生
劉孝生（1988年1月5日—）是中國田徑運動員，中国廣東饒平人。他於2002年进入汕头体育运动技术学院，2004年进入广东省体育运动技术学院田径中心，繼而成為國家隊成員。出道至今，劉孝生分別於2007年全国田径锦标赛男子400米、2008年大阪田径大奖赛男子400米及2009年亞洲田徑錦標賽男子400米奪得冠軍。

## 外部連結
- 劉孝生在的頁面